# Willem Drees

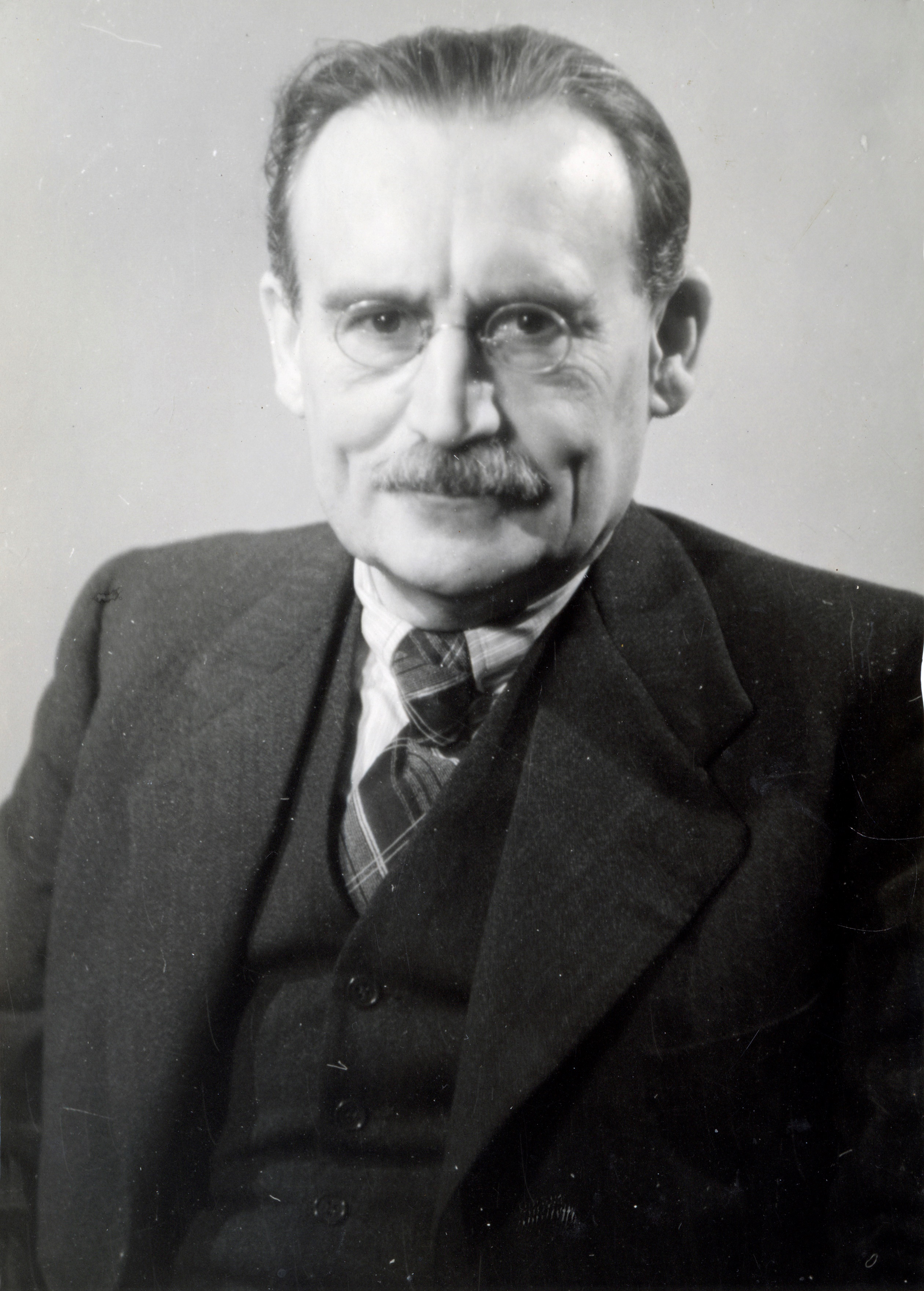
Willem Drees

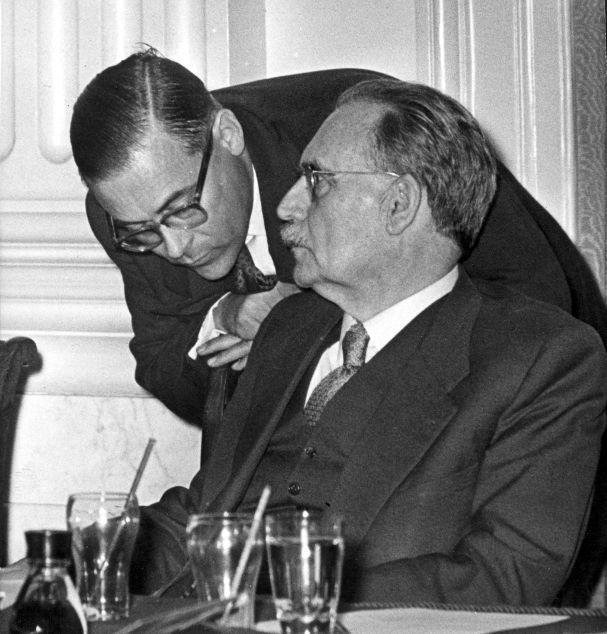
Willem Drees im Gespräch mit Minister Herman Witte

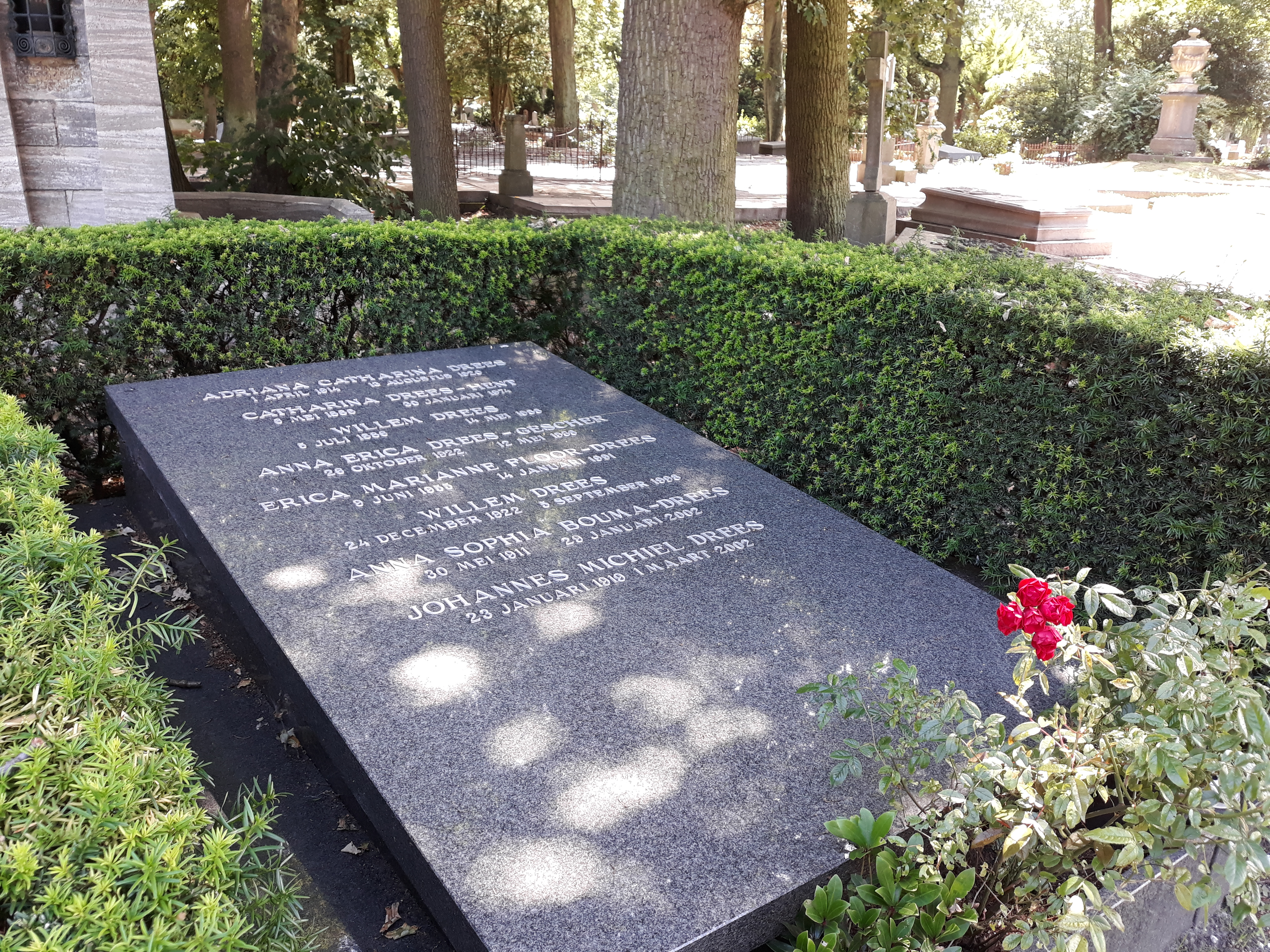
Das Grab von Willem Drees im Familiengrab auf dem Friedhof Oude Eik en Duinen in Den Haag.

Willem Drees (* 5. Juli 1886 in Amsterdam; † 14. Mai 1988 in Den Haag) war ein niederländischer Politiker. Zwischen 1948 und 1958 war er Ministerpräsident der Niederlande. Er gehörte der sozialdemokratischen Partij van de Arbeid an und gilt als Vater des niederländischen Sozialstaats.

## Leben
Drees legte 1903 sein Examen an der Öffentlichen Handelsschule Amsterdam ab. Bis 1906 arbeitete er bei der Twentsche Bank in Amsterdam. Im Anschluss daran wurde er Stenograph im Stadtrat von Amsterdam und von 1907 bis 1919 in der Zweiten Kammer des niederländischen Parlamentes.
Im Jahr 1904 wurde Drees Mitglied der Sozialdemokratischen Arbeiterpartei (SDAP), die 1946 in der PvdA aufging. Er war von 1910 bis 1931 Vorsitzender des Haager Ortskreises der SDAP. Von 1913 bis 1941 gehörte Drees dem Haager Stadtrat an. In dieser Zeit lag zwischen 1919 und 1931 der Bereich Soziales in seiner Verantwortung und bis 1933 der Bereich Finanzen und die öffentlichen Einrichtungen.
Zwischen 1919 und 1941 war Drees auch Mitglied des Provinzparlaments von Südholland und von 1927 bis 1946 war er im Vorstand der SDAP. 1933 wurde Drees für die SDAP in die Zweite Kammer gewählt. Von 1939 bis zu seinem Ausscheiden im Mai 1940 war er Fraktionsvorsitzender der Partei.
Während des Zweiten Weltkriegs war Drees von 1940 bis 1941 im KZ Buchenwald inhaftiert. Ab 1944 bis Kriegsende war Drees Mitglied im Kollegium der Vertrauensmänner, das versuchte, die formale Autorität im befreiten Süden der Niederlande an die Regierung zurück zu übertragen.
Vom 24. Juni 1945 bis zum 7. August 1948 war Drees Sozialminister im Kabinett Schermerhorn/Drees und im ersten Kabinett Beel. Am 7. August 1948 wurde Drees Ministerpräsident der Niederlande und übte das Amt in vier aufeinanderfolgenden Kabinetten (Drees/Van Schaik, Drees I, II und III) bis zum 22. Dezember 1958 aus. In seine Amtszeit fällt auch die kurzlebige, lose Niederländisch-Indonesische Union (1949–1954), die er vergeblich zu stärken versuchte. Nach dem Ausscheiden aus dem Amt des Premiers wurde Drees von Königin Juliana zum Staatsminister ernannt.
Drees sprach Esperanto und hielt die Eröffnungsrede beim Esperanto-Weltkongress 1954 in Haarlem.
1948 erhielt er die Ehrendoktorwürde der Niederländischen Wirtschaftsuniversität Rotterdam und 1952 die der University of Maryland.
Drees war bei den Niederländern sehr beliebt. Sie gaben ihm dem Spitznamen Vadertje Drees (Väterchen Drees). Als Sozialminister initiierte er zahlreiche Sozialgesetze und legte bereits ab 1947 die Grundlagen des niederländischen Sozialstaats. Unter Drees wurde das Allgemeine Rentengesetz (Algemene Ouderdomswet, AOW) eingeführt, das jedem niederländischen Steuerzahler eine Grundrente ab dem 65. Lebensjahr zusicherte. Drees war in den 1960er Jahren unzufrieden mit dem Linkskurs seiner Partei, verließ sie aber anders als sein Sohn Willem Drees jr. nicht.
Sein Grab befindet sich auf dem niederländischen Friedhof Oud Eik en Duinen in Den Haag.